# فهرست افتخارات باشگاه فوتبال آ.ث. میلان

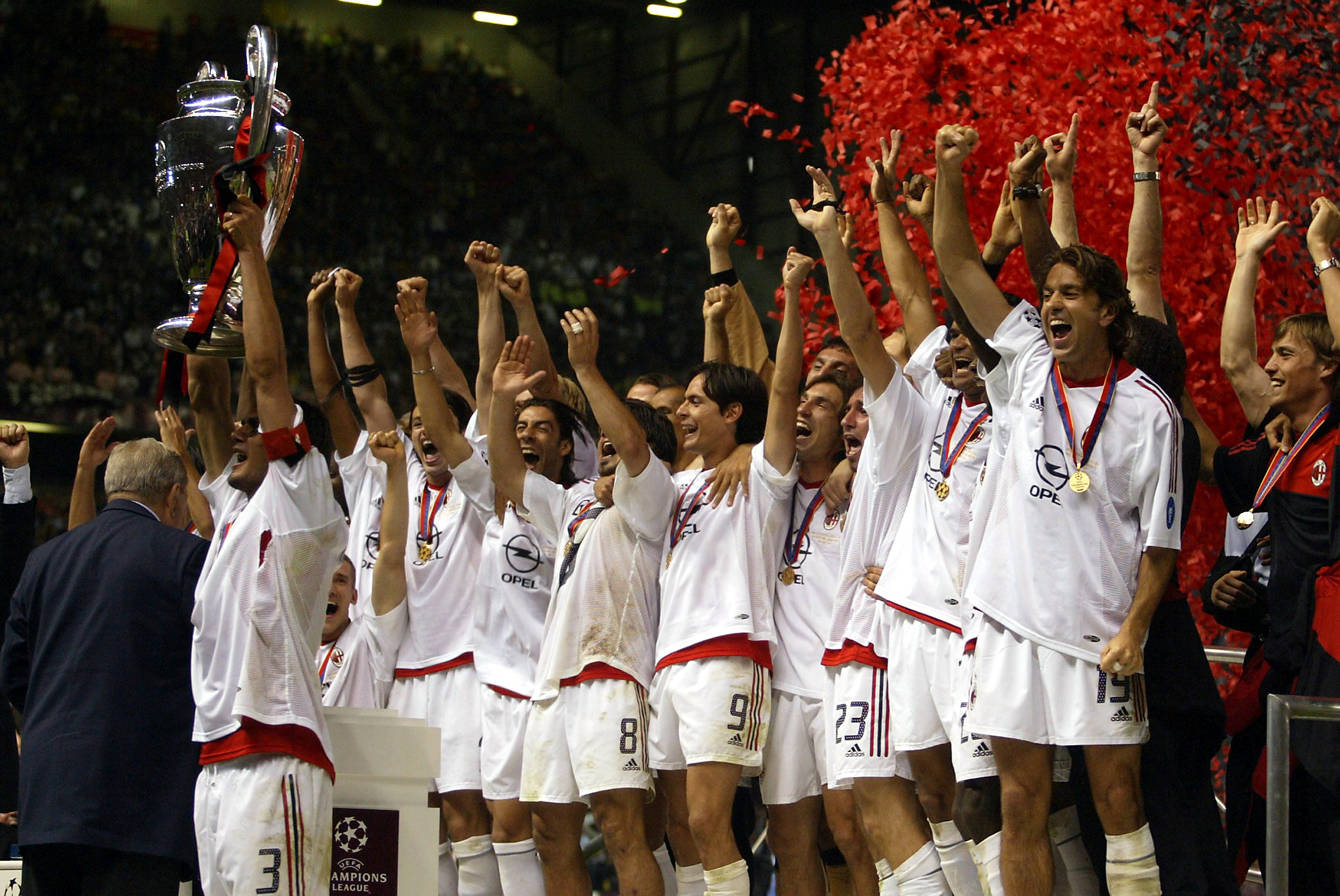
پائولو مالدینی ششمین قهرمانی لیگ قهرمانان اروپا توسط میلان در سال ۲۰۰۳ را بالای سر برد.

این فهرست افتخارات باشگاه فوتبال آ.ث. میلان است. میلان یک باشگاه فوتبال ایتالیایی است. این مقاله شامل جام‌های تاریخی و فعلی مربوط به باشگاه است.

## عناوین ملی (۳۳)
- قهرمانی فوتبال ایتالیا / سری آ (دسته اول):

- قهرمانی (۱۹): ۱۹۰۱, ۱۹۰۶, ۱۹۰۷, ۱۹۵۰–۵۱, ۱۹۵۴–۵۵, ۱۹۵۶–۵۷, ۱۹۵۸–۵۹, ۱۹۶۱–۶۲, ۱۹۶۷–۶۸, ۱۹۷۸–۷۹, ۱۹۸۷–۸۸, ۱۹۹۱–۹۲, ۱۹۹۲–۹۳, ۱۹۹۳–۹۴, ۱۹۹۵–۹۶, ۱۹۹۸–۹۹, ۲۰۰۳–۰۴, ۲۰۱۰–۱۱, ۲۰۲۱–۲۲
- نایب‌قهرمان (۱۶): ۱۹۰۲, ۱۹۴۷–۴۸, ۱۹۴۹–۵۰, ۱۹۵۱–۵۲, ۱۹۵۵–۵۶, ۱۹۶۰–۶۱, ۱۹۶۴–۶۵, ۱۹۶۸–۶۹, ۱۹۷۰–۷۱, ۱۹۷۱–۷۲, ۱۹۷۲–۷۳, ۱۹۸۹–۹۰, ۱۹۹۰–۹۱, ۰۵–۲۰۰۴, ۱۲–۲۰۱۱, ۲۱–۲۰۲۰

- سری بی (دسته دو):

- قهرمانی (۲): ۸۱–۱۹۸۰، ۸۳–۱۹۸۲

- کوپا ایتالیا:

- قهرمانی (۵): ۱۹۶۶–۶۷، ۱۹۷۱–۷۲، ۱۹۷۲–۷۳، ۱۹۷۶–۷۷، ۲۰۰۲–۰۳
- نایب‌قهرمان (۱۰): ۱۹۴۱–۴۲، ۱۹۶۷–۶۸، ۱۹۷۰–۷۱، ۱۹۷۴–۷۵، ۱۹۸۴–۸۵، ۱۹۸۹–۹۰، ۱۹۹۷–۹۸، ۲۰۱۵–۱۶، ۲۰۱۷–۲۰۱۷، ۲۵_۲۰۲۴

- سوپر جام ایتالیا:

- قهرمانی (۸): ۱۹۸۸، ۱۹۹۲، ۱۹۹۳، ۱۹۹۴، ۲۰۰۴، ۲۰۱۱، ۲۰۱۶، ۲۰۲۴
- نایب‌قهرمان (۵): ۱۹۹۶، ۱۹۹۹، ۲۰۰۳، ۲۰۱۸، ۲۰۲۲

## عناوین اروپایی (۱۷)

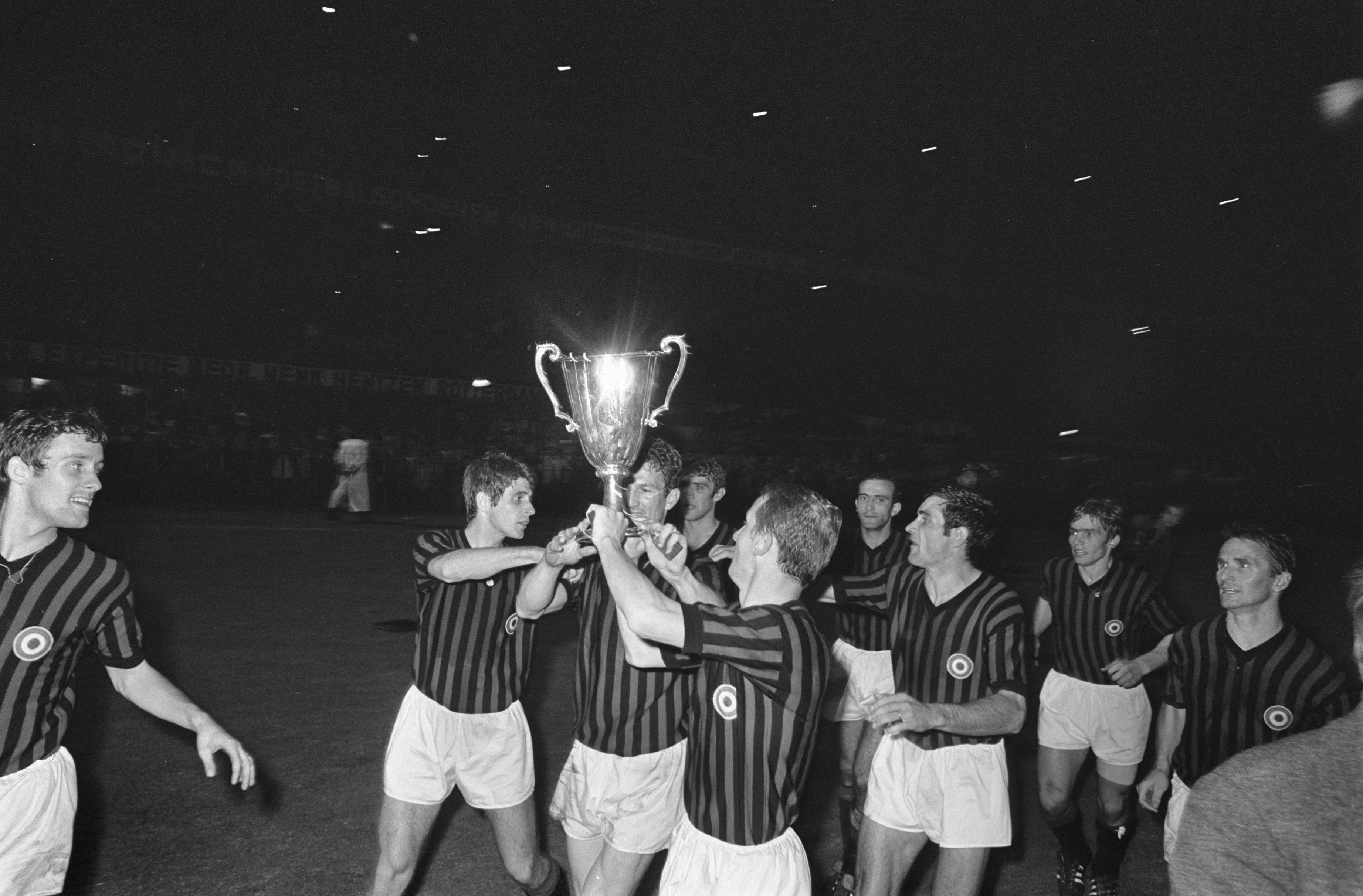
بازیکنان میلان اولین جام برندگان جام خود را در سال ۱۹۶۸ جشن گرفتند

- جام باشگاه‌های اروپا/لیگ قهرمانان اروپا:

- قهرمانی (۷): ۱۹۶۲–۶۳، ۱۹۶۸–۶۹، ۱۹۸۸–۸۹، ۱۹۸۹–۹۰، ۱۹۹۳–۹۴، ۲۰۰۲–۰۳، ۲۰۰۶–۰۷
- نایب‌قهرمان (۴): ۱۹۵۷–۵۸، ۱۹۹۲–۹۳، ۱۹۹۴–۹۵، ۲۰۰۴–۰۵

- جام برندگان جام اروپا:

- قهرمانی (۲): ۱۹۶۷–۶۸، ۱۹۷۲–۷۳
- نایب‌قهرمان (۱): ۱۹۷۳–۱۹۷۴

- سوپر جام اروپا/سوپر جام یوفا:

- قهرمانی (۵): ۱۹۸۹، ۱۹۹۰، ۱۹۹۴، ۲۰۰۳، ۲۰۰۷
- نایب‌قهرمان (۲): ۱۹۷۳، ۱۹۹۳

- جام لاتین:

- قهرمانی (۲): ۱۹۵۱، ۱۹۵۶
- نایب‌قهرمان (۱): ۱۹۵۳

- جام میتروپا:

- قهرمانی (۱): ۱۹۸۲

## عناوین جهانی (۴)
- جام بین قاره‌ای:

- قهرمانی (۳): ۱۹۶۹، ۱۹۸۹، ۱۹۹۰
- نایب‌قهرمان (۴): ۱۹۶۳، ۱۹۹۳، ۱۹۹۴، ۲۰۰۳

- جام جهانی باشگاه‌ها:

- قهرمانی (۱): ۲۰۰۷

## مسابقات دوستانه

### داخلی
- Torneo FGNI: 5[۱] (رکورد)

۱۹۰۲؛ ۱۹۰۴؛ ۱۹۰۵؛ ۱۹۰۶؛ ۱۹۰۷
- کوپا فدرال: ۱ (رکورد)

۱۹۱۶–۱۹۱۵
- Medaglia del Re: 3[۳][۴]

۱۹۰۰؛ ۱۹۰۱؛ ۱۹۰۲
- Trofeo Albero di Natale: 1

۱۹۰۰
- کوپا نوارا: ۱

۱۹۰۳
- کوپا رییر سن مارکو دی ونزیا: ۲

۱۹۰۳؛ ۱۹۰۵
- کوپا لومباردیا: ۱

۱۹۰۴
- تورنئو دی الساندریا: ۱

۱۹۰۴
- پالا داپلز: ۲۳

از ۱۹۰۵ تا ۱۹۰۸
- کوپا اسپنسلی: ۲[۱۲][۱۳]

۱۹۰۵–۱۹۰۶، ۱۹۰۶–۱۹۰۷
- Medaglia Esposizione Internazionale di Milano: ۱

۱۹۰۶
- Medaglia d'Oro Ausonia: ۱

۱۹۰۶–۱۹۰۷
- کوپا سولسیو: ۳

۱۹۱۰–۱۹۰۹، ۱۹۱۱–۱۹۱۰، ۱۹۱۲–۱۹۱۱
- تورنئو دی برشا: ۱

۱۹۰۹–۱۹۱۰
- کوپا مانتووا: ۱

۱۹۱۰–۱۹۰۹
- چالش پرو ویچنزا: ۱

۱۹۱۰–۱۹۱۱
- Scarpa d'argento Gerolamo Radice: ۳

۱۹۱۱–۱۹۱۲، ۱۹۱۴–۱۹۱۵، ۱۹۲۱–۱۹۲۲
- کوپا لاریو: ۲

۱۹۱۲–۱۹۱۳، ۱۹۱۳–۱۹۱۴
- Medaglia Comitato Pro Aviazione Nazionale: ۱

۱۹۱۲–۱۹۱۳
- کوپا مارکس: ۱

۱۹۱۴–۱۹۱۵
- تورنئو دی میلانو: ۱

۱۹۱۴–۱۹۱۵
- کوپا ناتاله: ۱

۱۹۱۴–۱۹۱۵
- کوپا گازتا دلو اسپورت: ۱

۱۹۱۵–۱۹۱۶
- کوپا والدولونا: ۱

۱۹۱۷–۱۹۱۶
- کوپا بونسکی: ۱

۱۹۱۷–۱۹۱۶
- کوپا یونیون و پروگرسو مونزا: ۱

۱۹۱۷–۱۹۱۶
- کوپا منطقه لومباردا: ۱

۱۹۱۷–۱۹۱۶
- کوپا مائورو: ۱

۱۹۱۸–۱۹۱۷
- کوپا جوراتی: ۱

۱۹۱۹–۱۹۱۸
- Trofeo Lombardi e Macchi: ۱

۱۹۲۵–۱۹۲۴
- تورنئو دل لیتوریو: ۱

۱۹۲۷–۱۹۲۶
- Coppa Casinò di Sanremo: ۱

۱۹۳۴–۱۹۳۵
- کوپا آنجلو مونتی: ۱

۱۹۴۴–۱۹۴۵
- رشته کوپا: ۴

۱۹۴۹–۱۹۵۰، ۱۹۵۰–۱۹۵۱، ۱۹۵۴–۱۹۵۵، ۱۹۵۶–۱۹۵۷
- Torneo Città di Milano: ۲[۴۲]

۱۹۶۳؛ ۱۹۷۸
- کوپا لوئیجی کارارو: ۱

۱۹۶۷–۱۹۶۸
- کوپا جوزپه مه آتزا: ۱

۱۹۸۷–۱۹۸۸
- یادبود آرماندو پیکی: ۱

۱۹۸۹
- مسابقات تابستانی پادووا: ۱

۱۹۹۲
- جام لوئیجی برلوسکونی: ۱۳

۱۹۹۲؛ ۱۹۹۳؛ ۱۹۹۴؛ ۱۹۹۶؛ ۱۹۹۷؛ ۲۰۰۲؛ ۲۰۰۵؛ ۲۰۰۶؛ ۲۰۰۷؛ ۲۰۰۸؛ ۲۰۰۹؛ ۲۰۱۱؛ ۲۰۱۴
- کوپا دل مدیترانه: ۲

۱۹۹۲؛ ۱۹۹۴
- یادبود جورجیو قزی: ۲

۱۹۹۳؛ ۱۹۹۴
- یادبود تراباتونی: ۱

۲۰۰۱–۲۰۰۰
- تیم تروفی: ۵

۲۰۰۱؛ ۲۰۰۶؛ ۲۰۰۸؛ ۲۰۱۴؛ ۲۰۱۵
- Trofeo Seat Pagine Gialle: ۱

۲۰۰۵
- Trofeo città di Chiasso: 1

۲۰۱۴–۲۰۱۳
- Trofeo San Nicola: 1

۲۰۱۵

### بین‌المللی
- کوپا دل آمیسیزیا: ۳

۱۹۵۹؛ ۱۹۶۰؛ ۱۹۶۱
- کوپا کیاسو: 3[۵۴]

۱۹۰۶؛ ۱۹۰۷؛ ۱۹۰۸
- کوپا لوگانو: ۲

۱۹۰۷–۱۹۰۸، ۱۹۰۸–۱۹۰۹
- کوپا کامیل بلان: ۱

۱۹۲۰–۱۹۲۱
- Coupe de La Vie: ۱

۱۹۳۲
- Coppa città di Nizza: 2

۱۹۳۲–۱۹۳۳، ۱۹۳۳–۱۹۳۴
- تورنئو دی کاراکاس: ۱

۱۹۶۴–۱۹۶۵
- کوپا سیتا دی تورنتو: ۱

۱۹۶۸–۱۹۶۹
- Torneo città di New York: ۱

۱۹۶۸–۱۹۶۹
- Trofeo Villa de Madrid: ۳

۱۹۷۳؛ ۱۹۷۷؛ ۱۹۹۱
- موندیالیتو باشگاه‌ها: ۱

۱۹۸۷
- تروفئو سانتیاگو برنابئو: ۲

۱۹۸۸؛ ۱۹۹۰
- تورنئو سیتا دی زوریگو: ۱

۱۹۹۲–۱۹۹۱
- تورنئو دی کاپودانو آمارو لوکانو: ۱

۱۹۹۲–۱۹۹۱
- مسابقات جام کلمبوس: ۱

۱۹۹۲–۱۹۹۱
- جام قهرمانان سی‌اس‌آی‌ال: ۱

۱۹۹۲–۱۹۹۱
- کوپا دل مدیترانه: ۲

۱۹۹۳–۱۹۹۲، ۱۹۹۵–۱۹۹۴
- Torneo Nereo Rocco: ۱

۱۹۹۳–۱۹۹۲
- Trofeo Ciudad de Oviedo: ۱

۱۹۹۳
- تورنئو سیوداد د لا کورونیا: ۱

۱۹۹۳–۱۹۹۲
- Trofeo Città di Barcellona: ۱

۱۹۹۴
- جام سی‌بی‌سی: ۱

۱۹۹۴–۱۹۹۳
- جام شن یانگ: ۱

۱۹۹۴–۱۹۹۳
- جام توکیو: ۱

۱۹۹۴–۱۹۹۳
- جام پنگی: ۱

۱۹۹۵–۱۹۹۴
- کوپا دل دراگو: ۱

۱۹۹۵–۱۹۹۴
- اوپل کاپ: ۱

۱۹۹۵–۱۹۹۴
- تروفئو دی ناوارا: ۱

۱۹۹۷–۱۹۹۶
- اوپل استاد کاپ: ۳

۱۹۹۷؛ ژانویه ۱۹۹۹؛ اوت ۱۹۹۹
- Trofeo Juan Acuna: ۱

۱۹۹۸
- Trofeo San Benedetto del Tronto: ۱

۱۹۹۸
- جایزه قطر ایرویز: ۱

۲۰۰۲
- سری قهرمانان جهان: ۱

۲۰۰۴
- چلنج کاپ دبی: ۴

۲۰۰۹؛ ۲۰۱۱؛ ۲۰۱۲؛ ۲۰۱۴
- Taçi Oil Cup: ۱

۲۰۰۹
- تلکام کاپ: ۱

۲۰۲۲

## جایزه‌ها
- جایزه گاتزتا به عنوان بهترین تیم ورزشی ایتالیایی سال: ۱۹۷۹، ۱۹۸۹، ۲۰۰۷، ۲۰۲۲
- جایزه ورزش گازتا به عنوان بهترین تیم ورزشی سال در سراسر جهان: ۱۹۸۹
- باشگاه فوتبال سال سری آ: ۲۰۲۲
- IFFHS تیم منتخب باشگاهی جهان: ۱۹۹۵، ۲۰۰۳
- تیم منتخب جهان فوتبال مردان جهان: ۱۹۸۹، ۱۹۹۴، ۲۰۰۳
- فرانس فوتبال تیم منتخب اروپا: ۱۹۸۹، ۱۹۹۰

## رتبه‌بندی‌ها
- رده‌بندی باشگاهی جام باشگاه‌های اروپا/لیگ قهرمانان اروپا (از سال ۱۹۵۵): رتبه هفتم
- ضریب تیم برتر یوفا بر اساس دوره ۵ ساله (از ۱۹۷۵–۱۹۷۹): ۲ بار (۲۰۰۲–۲۰۰۶ و ۲۰۰۳–۲۰۰۷)
- دومین باشگاه موفق ایتالیایی از نظر تعداد جام‌های کسب شده: ۵۲
- باشگاه قرن فیفا: مقام نهم
- رتبه چهارم در فهرست IFFHS بهترین باشگاه‌های اروپایی قرن بیستم.[۸۳]
- مقام پنجم در رده‌بندی باشگاه‌های جهانی IFFHS.[۸۴]
- رتبه سوم در لیست باشگاه‌های برتر قرن بیستم توسط مجله ورزشی کیکر.
- رتبه چهارم در ۱۰۰ باشگاه برتر تاریخ رقابت‌های اروپایی توسط مجله فرانسوی لکیپ.[۸۵]
- رتبه چهارم در بین ۴۰ باشگاه برتر تاریخ رقابت‌های اروپایی توسط بی‌بی‌سی.[۸۶]